# Francuska Peta Republika
Peta Republika (francuski: Cinquième République) trenutačni je republički sustav vlade države Francuske. Petu Republiku ustanovio je Charles de Gaulle 4. listopada 1958. usvajanjem današnjeg Ustava Francuske.
Peta je Republika nastala kolapsom Četvrte Republike, čiji je sustav parlamentarne republike zamijenila polupredsjedničkim. Polupredsjednički je sustav francuskoj donio diobu moći između predsjednika kao poglavara države te premijera kao poglavara Vlade. Charles de Gaulle, prvi predsjednik izabran u francuskoj Petoj Republici, držao je da poglavar države mora biti odlučan te utjelovljavati »duh nacije« (fr. l'esprit de la nation). Prema ustavu Pete Republike, predsjednik ima pravo raspustiti parlament i održati nove parlamentarne izbore. Ako predsjednikova stranka tvori većinu u parlamentu, on može propisati unutarnju politiku države, koju zatim provodi premijer. Tijekom svojeg mandata, predsjednik također ima pravo smijeniti premijera i ministre u Vladi. Ako većinu u parlamentu pak ne čini predsjednikova stranka, on je primoran predložiti premijera neke druge stranke, što se naziva cohabitation (dosl. »suživot«). 
Pri samom početku Pete Republike, predsjednički su se izbori održavali svake sedme godine, a parlamentarni izbori svake pete, što je omogućilo da predsjednik i većina u parlamentu budu iz različitih stranaka. Ti su izbori od godine 2000. sinkronizirani te se oba provode svake pete godine, čime predsjednik uvijek ima većinu. Cohabitation je, međutim, i dalje moguće uspostaviti ako predsjednik raspusti parlament usred svog mandata.
Peta Republika je treći najdugovječniji politički sustav Francuske, a duži su od njega bili tek feudalna monarhija Starog poretka i parlamentarna Treća Republika (4. rujna 1870. – 10. srpnja 1940.). Peta će Republika od Treće postati dugovječnija 8. kolovoza 2028., kada će ujedno postati i najdugovječnija francuska republika.

## Vanjske poveznice
- Ustav francuske Pete Republike, LegiFrance (engleski)

|  | Zajednički poslužitelj ima još gradiva o temi Francuska Peta Republika |